# Brandon Carter
Brandon Carter (* 1942) je australský teoretický fyzik, nejvíce známý pro práci zabývající se vlastnostmi černých děr a jako první autor antropického principu v jeho současné podobě. Působí jako vědecký pracovník v Meudonu v areálu Laboratoire Univers Théories et, části CNRS.
Studoval v Cambridge pod vedením Dennise Sciamy. Našel přesné řešení rovnic geodetik pro Kerrovo–Newmanovo elektrovakuové řešení a maximální analytické rozšíření tohoto řešení. V procesu objevil mimořádnou čtvrté konstantu pohybu a Killingův–Yanoův tenzor. Společně s Wernerem Israelem a Stephenem Hawkingem částečně dokázal no-hair teorém v obecné teorii relativity, který říká, že všechny stacionární černé díry mohou být kompletně popsány hmotností, nábojem a momentem hybnosti. V roce 2005 Carter, Chachoua a Chamel formulovali relativistickou teorii elastických deformací v neutronových hvězdách.